# دیتا ریسپونس
دیتا ریسپونس (انگلیسی: Data Respons) شرکت فناوری اطلاعات نروژی است، که در سال ۱۹۸۶ تأسیس شد.